# Altenburg, Niederösterreich

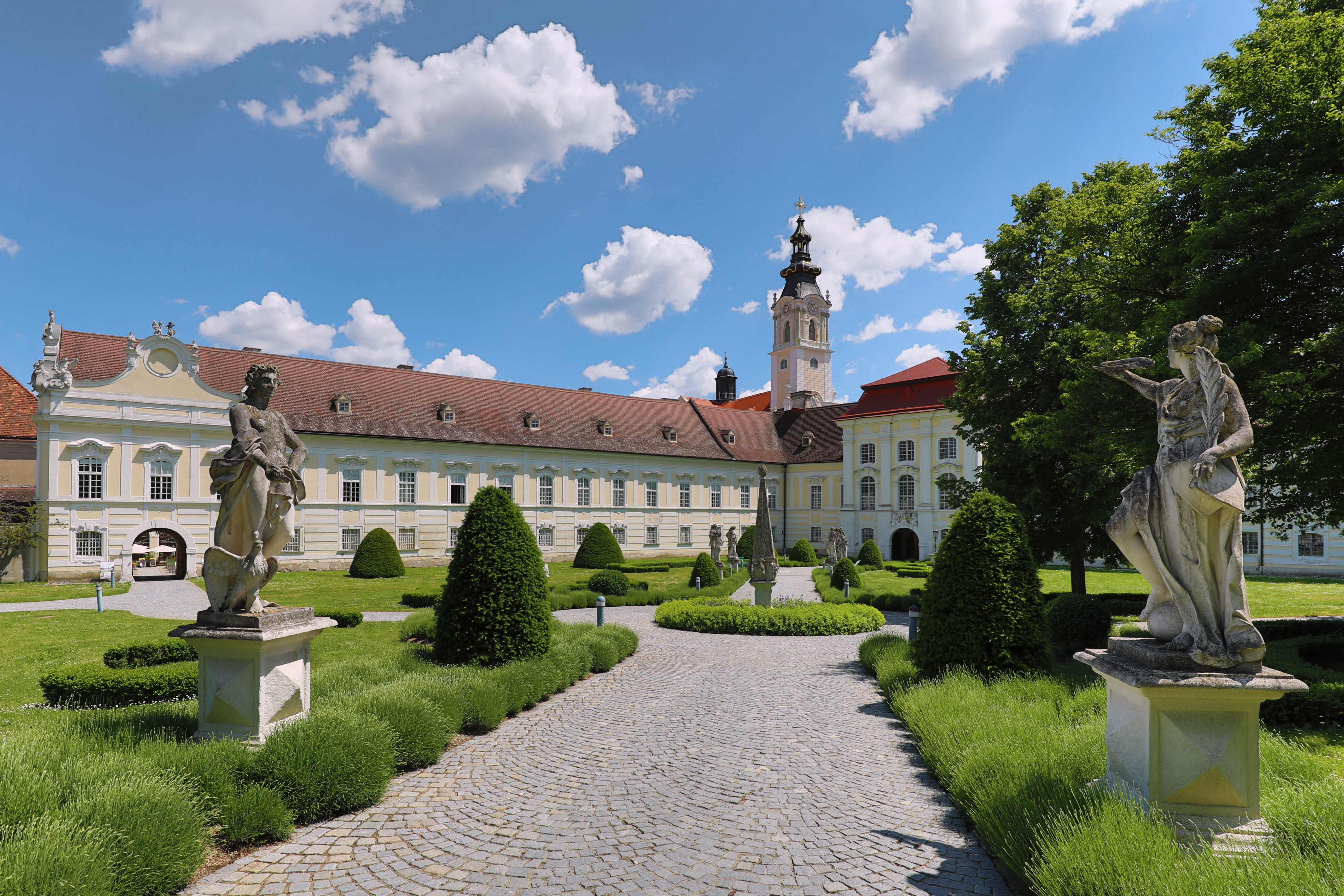
Kloster

Altenburg är en ort och kommun i det österrikiska förbundslandet Niederösterreich. Altenburg som ingår i distriktet Horn är beläget omkring 6 kilometer sydväst om distriktets huvudort Horn ovanför Kampdalen. Genom Altenburg går riksvägen B 38 från Horn till Zwettl. 
Orten Altenburg och dess historia präglas av klostret Altenburg som grundades 1144. 
I orten Fuglau finns Nordring, en racerbana, där det har arrangerats nationella och internationella Rallycross- och Autocrosstävlingar sedan 1970-talet.
Kommunen består av fem orter (Ortschaften) (inom parentes invånarantal 1 januari 2024):
- Altenburg (480)
- Burgerwiesen (141)
- Fuglau (102)
- Mahrersdorf (65)
- Steinegg (38)